# Turóbriga
Arucci Turobriga fue una ciudad hispanorromana del siglo I localizada en el actual término municipal español de Aroche, en la provincia de Huelva, en la que por entonces era la Baeturia Céltica. Es Bien de Interés Cultural con categoría de zona arqueológica.
Fue fundada en época de Augusto sobre la base de otro asentamiento de época celta. Dedicada principalmente a la agricultura y a la vigilancia de las cercanas poblaciones mineras fue coetánea de la cercana Arucci Vetus, en la actualidad Aroche. La ciudad estuvo habitada hasta principios del siglo III, cuando comenzó a ser abandonada sirviendo la mayor parte de sus materiales constructivos como cantera para la construcción y mantenimiento de villas cercanas y sobre todo para la construcción del cercano castillo de Aroche y la ermita de San Mamés.
El que es el único yacimiento romano visitable de la provincia de Huelva consta de doce hectáreas excavadas desde el año 1996, cuando se comenzó la rehabilitación de una ermita cercana. En la intervención se encontró el foro, bajo la ermita, termas, un área doméstica, campo de Marte y un área de entrenamiento militar. En la Universidad de Huelva, el grupo de arqueólogos dirigido por Juan Manuel Campos Carrasco centra sus esfuerzos en poner en valor el legado que las distintas civilizaciones han ido dejando en tierras onubenses. En este sentido, la ciudad hispanorromana de Turóbriga es su principal objetivo.

## Historia
Es Plinio el Viejo quien primero atestigua sobre Turóbriga, que según él está situada en la Beturia Céltica (Bética). En el texto puede leerse: "praeter haec in Celtica Acinippo, Arunda, Arunci, Turobriga, Lastigi, Salpesa, Saepone, Serippo".

Vista de los restos de las termas

Resulta extraño que Plinio mencione por orden alfabético los pueblos, pero Turóbriga queda entre Arunci y Lastigi, lo que da pie a pensar que debió corregir el nombre pudiendo originalmente ser Eurobriga, Iurobriga o incluso Atégina, ya que ambos vocablos son referencias a Proserpina y los tres suelen aparecer juntos en diferentes inscripciones arqueológicas, en la forma: Deo Ataecina Turibrigensis Proserpina...
Turóbriga, por tanto, parece ser el centro principal del culto a Atégina durante la época romana.
La ciudad romana de Arucci Turobriga fue fundada en tiempos de Augusto (15-10 a. C.) supone la culminación de un proceso de ocupación y control del sector de la Beturia céltica. Este control se basa en una intensa colonización agrícola que comienza a partir del siglo II a. C. y culmina con la fundación de la ciudad de Arucci Turobriga del siglo I a. C. con la aportación (contributio) de población de al menos dos ciudades prerromanas, Arucci, posiblemente bajo el actual Aroche y Turobriga, en algunos de los castros abandonados tras la fundación de la ciudad romana. A esta población se suman colonos latinos, algunos de los cuales conocemos gracias a la colección epigráfica romana conservada.
La ciudad experimenta un gran desarrollo en época Flavia que fue engrandecida en época de Adriano a mediados del siglo II d. C. En época de los severos en el siglo III la ciudad comienza su abandono sirviendo de cantera de materiales para diferentes edificios de Aroche. A pesar del expolio la ciudad conserva integra su planta, donde ya se han excavado y son visitables el foro, el mercado, las termas, la casa de la columna, la casa del peristilo, la casa norte, el campus y parte de la necrópolis norte y muralla. Cabe destacar la celebración del Festival de Diana, jornadas de recreación histórica romana.

## Ermita de San Mamés

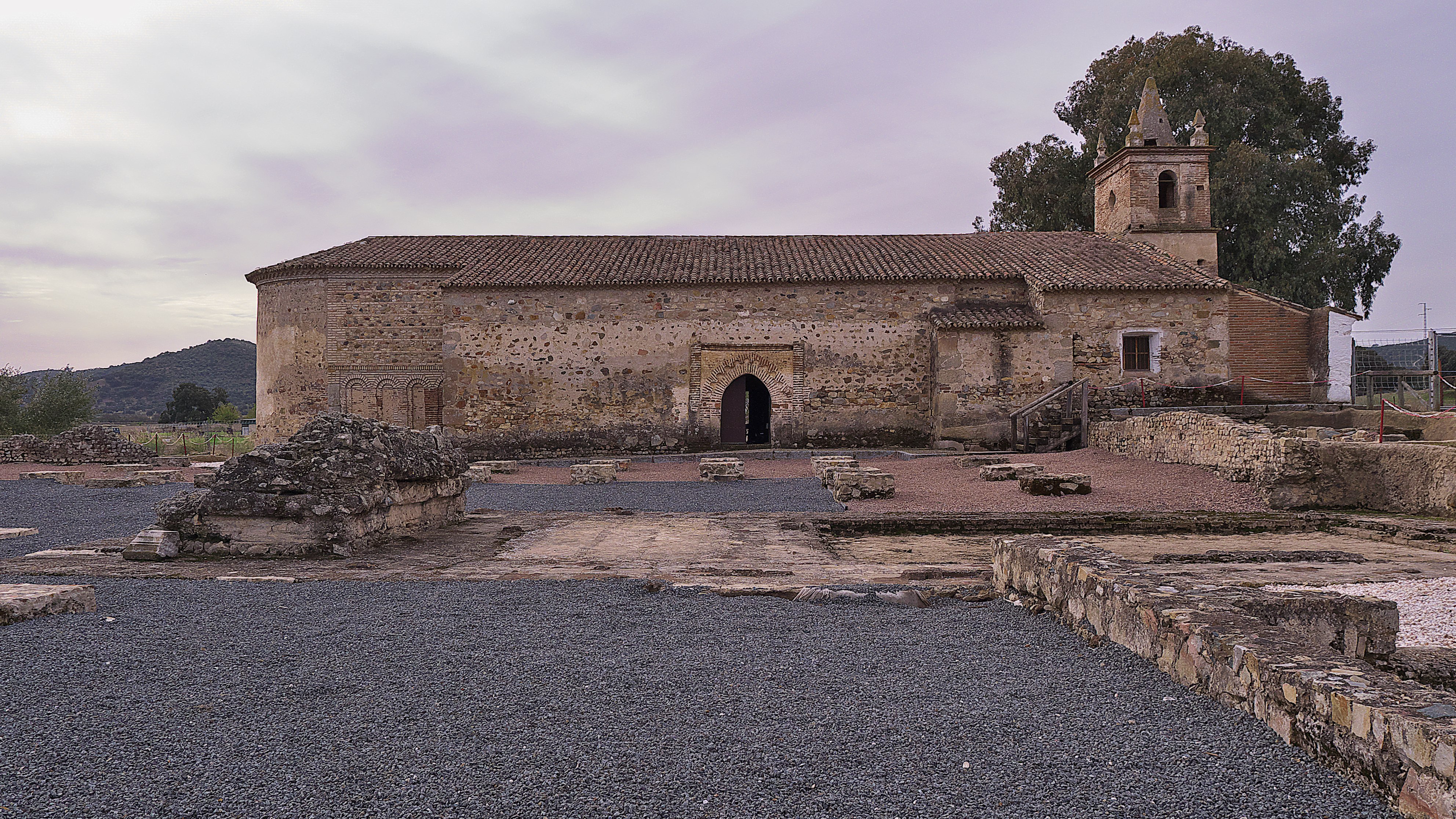
Ermita de San Mamés. Fachada septentrional.

La ermita de San Mamés, originalmente de San Pedro de la Zarza, se ubica sobre los restos de la basílica romana. Es una ermita del siglo XIII de las denominadas “de repoblación”, de estilo mudéjar. El edificio consta de tres naves, ábside y varios añadidos posteriores como los porches, la torre campanario o la vivienda del santero.
En su interior pueden contemplarse pinturas murales de los siglos XIV-XVII, siendo las escenas más representativas una Santa Cena, un San Cristóbal, escenas de la Anunciación y una del apóstol Santiago alegórica a la conquista cristiana de Aroche. El conjunto se completa con decoración de motivos geométricos en las pilastras.
En esta ermita se encuentra el patrón de Aroche, San Mamés, santo norteño que pudo llegar con las repoblaciones castellanoleonesas tras la conquista o con la actividad de La Mesta. A finales de mayo se celebra su popular romería en Los Llanos de la Belleza.